# Гуттурм
Гуттурм (нім. Hutthurm) — громада в Німеччині, знаходиться в землі Баварія. Підпорядковується адміністративному округу Нижня Баварія. Входить до складу району Пассау.
Площа — 37,20 км2. Населення становить 6241 ос. (станом на 31 грудня 2020).